# Daniel Schmidt
Daniel Schmidt (n. 3 februarie 1992, Springfield, Illinois, SUA) este un fotbalist japonez.
Schmidt a debutat la echipa națională a Japoniei în anul 2018.

## Statistici
| Japonia | Japonia | Japonia |
| An      | Meciuri | Goluri  |
| ------- | ------- | ------- |
| 2018    | 1       | 0       |
| 2019    | 4       | 0       |
| 2020    | 2       | 0       |
| Total   | 7       | 0       |